# Vòng loại Giải vô địch bóng đá thế giới 1986 – Khu vực Nam Mỹ
Dưới đây là các ngày thi đấu và kết quả của vòng loại Giải vô địch bóng đá thế giới 1986 khu vực Nam Mỹ (CONMEBOL). Để có cái nhìn tổng quan hơn về các vòng loại, hãy xem bài viết Vòng loại Giải vô địch bóng đá thế giới 1986.
Tổng cộng có 10 đội tuyển thuộc thành viên CONMEBOL tham dự. Khu vực Nam Mỹ được phân bổ 4 suất tham dự vòng chung kết (trong tổng số 24 đội). Các suất tham dự của khu vực Nam Mỹ được trao cho: Argentina, Uruguay, Brasil và Paraguay.

## Thể thức
10 đội được chia thành 3 bảng. Các đội thi đấu vòng tròn lượt đi và lượt về. Số đội và cách phân bổ suất ở từng bảng như sau:
- Bảng 1 gồm 4 đội: Đội nhất bảng giành vé trực tiếp, đội nhì và đội xếp thứ ba vào vòng play-off khu vực Nam Mỹ.
- Bảng 2 và Bảng 3 mỗi bảng có 3 đội: Đội nhất bảng giành vé trực tiếp, đội nhì bảng vào vòng play-off.

Vòng Play-off: 4 đội thi đấu theo thể thức loại trực tiếp lượt đi – lượt về. Đội thắng chung cuộc giành suất cuối cùng dự vòng chung kết.
| Chú thích | Chú thích                         |
| --------- | --------------------------------- |
|           | Đội giành quyền tham dự World Cup |
|           | TĐội lọt vào vòng play-offs       |

## Vòng bảng

### Bảng 1
| Đội       | ST | T | H | B | BT | BB | HS  | Đ |
| --------- | -- | - | - | - | -- | -- | --- | - |
| Argentina | 6  | 4 | 1 | 1 | 12 | 6  | +6  | 9 |
| Perú      | 6  | 3 | 2 | 1 | 8  | 4  | +4  | 8 |
| Colombia  | 6  | 2 | 2 | 2 | 6  | 6  | 0   | 6 |
| Venezuela | 6  | 0 | 1 | 5 | 5  | 15 | −10 | 1 |

|           | Argentina | Colombia | Perú | Venezuela |
| --------- | --------- | -------- | ---- | --------- |
| Argentina | –         | 1–0      | 2–2  | 3–0       |
| Colombia  | 1–3       | –        | 1–0  | 2–0       |
| Peru      | 1–0       | 0–0      | –    | 4–1       |
| Venezuela | 2–3       | 2–2      | 0–1  | –         |

### Bảng 2
| Đội     | ST | T | H | B | BT | BB | HS | Đ |
| ------- | -- | - | - | - | -- | -- | -- | - |
| Uruguay | 4  | 3 | 0 | 1 | 6  | 4  | +2 | 6 |
| Chile   | 4  | 2 | 1 | 1 | 10 | 5  | +5 | 5 |
| Ecuador | 4  | 0 | 1 | 3 | 4  | 11 | −7 | 1 |

|         | Chile | Ecuador | Uruguay |
| ------- | ----- | ------- | ------- |
| Chile   | –     | 6–2     | 2–0     |
| Ecuador | 1–1   | –       | 0–2     |
| Uruguay | 2–1   | 2–1     | –       |

### Bảng 3
| Đội      | ST | T | H | B | BT | BB | HS | Đ |
| -------- | -- | - | - | - | -- | -- | -- | - |
| Brasil   | 4  | 2 | 2 | 0 | 6  | 2  | +4 | 6 |
| Paraguay | 4  | 1 | 2 | 1 | 5  | 4  | +1 | 4 |
| Bolivia  | 4  | 0 | 2 | 2 | 2  | 7  | −5 | 2 |

|          | Bolivia | Brasil | Paraguay |
| -------- | ------- | ------ | -------- |
| Bolivia  | –       | [0–2   | 1–1      |
| Brasil   | 1–1     | –      | 1–1      |
| Paraguay | 3–0     | 0–2    | –        |

## Vòng play-offs

### Vòng 1
| Đội 1    | TTS | Đội 2    | Lượt đi | Lượt về |
| -------- | --- | -------- | ------- | ------- |
| Paraguay | 4–2 | Colombia | 3–0     | 1–2     |
| Chile    | 5–2 | Perú     | 4–2     | 1–0     |

#### Lượt đi
| Paraguay                                     | 3 – 0  | Colombia |
| -------------------------------------------- | ------ | -------- |
| Hicks 15' · Romero 70' (ph.đ.) · Cabañas 79' | Report |          |

| Chile                                          | 4 – 2  | Perú             |
| ---------------------------------------------- | ------ | ---------------- |
| Aravena 6', 64' (ph.đ.) · Rubio 8' · Hisis 15' | Report | Navarro 45', 76' |

#### Lượt về
| Colombia               | 2 – 1  | Paraguay     |
| ---------------------- | ------ | ------------ |
| Angulo 66' · Ortiz 88' | Report | Ferreira 57' |

Paraguay thắng với tổng tỷ số 4–2 và tiến vào Vòng cuối của vòng play-off.
| Perú | 0 – 1  | Chile       |
| ---- | ------ | ----------- |
|      | Report | Aravena 64' |

Chile thắng với tổng tỷ số 5–2 và vào Vòng cuối của vòng play-off.

### Vòng cuối
| Đội 1    | TTS | Đội 2 | Lượt đi | Lượt về |
| -------- | --- | ----- | ------- | ------- |
| Paraguay | 5–2 | Chile | 3–0     | 2–2     |

#### Lượt đi
| Paraguay                                      | 3 – 0  | Chile |
| --------------------------------------------- | ------ | ----- |
| Cabañas 9' · Delgado 46' · Garrido 85' (l.n.) | Report |       |

#### Lượt về
| Chile                 | 2 – 2  | Paraguay                   |
| --------------------- | ------ | -------------------------- |
| Rubio 13' · Muñoz 80' | Report | Schettina 22' · Romero 39' |

Paraguay thắng với tổng tỷ số 5–2 và giành quyền tham dự World Cup.

## Các đội tuyển vượt qua vòng loại
4 đội tuyển sau đến từ CONMEBOL vượt qua vòng loại tham dự Giải vô địch bóng đá thế giới 1986
| Đội tuyển | Tư cách vượt qua vòng loại | Ngày vượt qua vòng loại | Số lần tham dự FIFA World Cup trước đây1                                    |
| --------- | -------------------------- | ----------------------- | --------------------------------------------------------------------------- |
| Argentina | Nhất Bảng 1                | 30 tháng 6 năm 1985     | 8 (1930, 1934, 1958, 1962, 1966, 1974, 1978, 1982)                          |
| Uruguay   | Nhất Bảng 2                | 7 tháng 4 năm 1985      | 7 (1930, 1950, 1954, 1962, 1966, 1970, 1974)                                |
| Brasil    | Nhất Bảng 3                | 30 tháng 6 năm 1985     | 12 (1930, 1934, 1938, 1950, 1954, 1958, 1962, 1966, 1970, 1974, 1978, 1982) |
| Paraguay  | Thắng Vòng cuối            | 17 tháng 11 năm 1985    | 3 (1930, 1950, 1958)                                                        |

1 Chữ in đậm chỉ đội vô địch năm đó. Chữ in nghiêng chỉ quốc gia đăng cai năm đó.

## Cầu thủ ghi bàn
7 bàn thắng
- Jorge Aravena

4 bàn thắng
- Julio César Romero

3 bàn thắng
- Diego Maradona
- Pedro Pasculli
- Hugo Rubio
- Franco Navarro

2 bàn thắng
- Walter Casagrande
- Carlos Caszely
- Alejandro Hisis
- Hernán Darío Herrera
- Willington Ortiz
- Miguel Augusto Prince
- Fernando Baldeón
- Roberto Cabañas
- Gerónimo Barbadillo
- Venancio Ramos

1 bàn thắng
- Jorge Burruchaga
- Néstor Clausen
- Ricardo Gareca
- Daniel Passarella
- Miguel Ángel Russo
- Jorge Valdano
- Silvio Rojas
- Juan Carlos Sánchez
- Careca
- Sócrates
- Zico
- Juan Carlos Letelier
- Jorge Muñoz
- Héctor Puebla
- Manuel Asisclo Cordoba
- Sergio Angulo
- Hamilton Cuvi Rivera
- Hans Maldonado
- Rogelio Delgado
- Buenaventura Ferreira
- Ramón Hicks
- Justo Jacquet
- Alfredo Mendoza
- Jorge Martín Núñez
- Vladimiro Schettina
- César Cueto
- Jorge Hirano
- Juan Carlos Oblitas
- Julio César Uribe
- José Manuel Velásquez
- Carlos Aguilera
- José Batista
- Enzo Francescoli
- Mario Saralegui
- Bernardo Añor
- Douglas Cedeño
- Pedro Febles
- Herbert Marquez
- René Torres

1 bàn
- Miguel Ángel Noro (trong trận gặp Brasil)
- Lizardo Garrido (trong trận gặp Paraguay)